# Liste des ambassadeurs du Danemark en Estonie
L’ambassadeur du Danemark en Estonie est le représentant légal le plus important du Danemark auprès du gouvernement estonien.

## Ambassadeurs successifs
| Début        | Fin      | Ambassadeur              | Observations |
| ------------ | -------- | ------------------------ | ------------ |
| 26 août 1991 | 1991     | Otto Borch               | -            |
| 1991         | 1994     | Sven Erik Nordberg       | -            |
| 1995         | 2000     | Svend Roed Nielsen       | -            |
| 2000         | 2005     | Jørgen Munk Rasmussen    | -            |
| 2005         | 2009     | Kirsten Rosenvold Geelan | -            |
| 2009         | 2012     | Uffe A. Balslev          | -            |
| août 2012    | en cours | Søren Kelstrup           | -            |

## Sources